# Isis River (vattendrag i Australien, Tasmanien)
Isis River är ett vattendrag i Australien. Det ligger i delstaten Tasmanien, i den sydöstra delen av landet, omkring 120 kilometer norr om delstatshuvudstaden Hobart.
Trakten runt Isis River består till största delen av jordbruksmark. Trakten runt Isis River är nära nog obefolkad, med mindre än två invånare per kvadratkilometer. Genomsnittlig årsnederbörd är 967 millimeter. Den regnigaste månaden är augusti, med i genomsnitt 119 mm nederbörd, och den torraste är februari, med 41 mm nederbörd.